# Elecciones municipales de Abancay de 1963
Las elecciones municipales de Abancay de 1963 se llevaron a cabo el 15 de diciembre de 1963 para elegir al alcalde y al Concejo Provincial de Abancay para el periodo 1964-1966. La elección se celebró simultáneamente con elecciones municipales en todo el país. Por primera vez en la historia del Perú, las autoridades locales fueron elegidas por voto universal alfabeto y directo.
Víctor Miranda Valenzuela, candidato de la coalición APRA-UNO, se convirtió en el primer alcalde provincial elegido por voto popular, ganando por un estrechísimo margen de apenas 35 votos, el más ajustado registrado en la historia de Abancay. A pesar de este logro significativo a nivel provincial, la coalición APRA-UNO no logró mantener el mismo éxito en los distritos: la alianza AP-DC se impuso en cuatro de los concejos distritales, logrando así controlar la mitad de los distritos de la provincia.

## Sistema electoral
La Municipalidad Provincial de Abancay es el órgano administrativo y de gobierno de la provincia de Abancay. Está compuesta por el alcalde y el Concejo Provincial.
La votación del alcalde y el concejo se realiza en base al sufragio universal alfabeto, que comprende a todos los ciudadanos nacionales mayores de veintiún años, empadronados y residentes en la provincia de Abancay y en pleno goce de sus derechos políticos.
El Concejo Provincial de Abancay está compuesto por 14 concejales elegidos por sufragio directo para un período de tres (3) años, en forma conjunta con la elección del alcalde (quien lo preside). La votación es por lista cerrada y bloqueada. Se asigna a cada lista los escaños según el método d'Hondt.

## Partidos y candidatos
A continuación se muestra una lista de los principales partidos y alianzas electorales que participaron en las elecciones:
| Candidatura | Candidatura | Partidos y alianzas | Candidatos | Candidatos                 | Ideología                                           | Ref. |
| ----------- | ----------- | --- | ---------- | -------------------------- | --------------------------------------------------- | ---- |
|             | AP–DC       | Lista - Alianza Acción Popular - Democracia Cristiana (AP–DC) – Acción Popular (AP) – Partido Demócrata Cristiano (DC)                          |            | Sin información disponible | Liberalismo Humanismo Democracia cristiana          |      |
|             | APRA–UNO    | Lista - Coalición Partido Aprista Peruano - Unión Nacional Odriísta (APRA–UNO) – Partido Aprista Peruano (APRA) – Unión Nacional Odriísta (UNO) |            | Víctor Miranda Valenzuela  | Aprismo Conservadurismo social Populismo de derecha |      |

## Resultados

### Sumario general
|                        |                                                                        |              |              |              |            |            |
| Partidos y coaliciones | Partidos y coaliciones                                                 | Voto popular | Voto popular | Voto popular | Concejales | Concejales |
| Partidos y coaliciones | Partidos y coaliciones                                                 | Votos        | %            | +/−          | Total      | +/−        |
|                        | Coalición Partido Aprista Peruano - Unión Nacional Odriísta (APRA–UNO) | 1,496        | 50.59        | n/a          | 8          | n/a        |
|                        | Alianza Acción Popular - Democracia Cristiana (AP–DC)                  | 1,461        | 49.41        | n/a          | 6          | n/a        |
|                        |                                                                        |              |              |              |            |            |
| Total                  | Total                                                                  | 2,957        |              |              | 14         | n/a        |
|                        |                                                                        |              |              |              |            |            |
| Votos válidos          | Votos válidos                                                          | 2,957        | 93.31        | n/a          |            |            |
| Votos en blanco        | Votos en blanco                                                        | 78           | 2.46         | n/a          |            |            |
| Votos nulos            | Votos nulos                                                            | 134          | 4.23         | n/a          |            |            |
| Votos emitidos         | Votos emitidos                                                         | 3,169        | 80.15        | n/a          |            |            |
| Abstenciones           | Abstenciones                                                           | 785          | 19.85        | n/a          |            |            |
| Votantes registrados   | Votantes registrados                                                   | 3,954        |              |              |            |            |
|                        |                                                                        |              |              |              |            |            |
| Fuente:                |                                                                        |              |              |              |            |            |

### Concejo Provincial de Abancay
| Cargo                           | Autoridad electa               | Partido político | Partido político   |
| ------------------------------- | ------------------------------ | ---------------- | ------------------ |
| Alcalde Provincial de Abancay   | Víctor Miranda Valenzuela      |                  | Coalición APRA-UNO |
| Concejala Provincial de Abancay | Martha Triveño de Quintana     |                  | Coalición APRA-UNO |
| Concejal Provincial de Abancay  | Cipriano Carrillo Aráoz        |                  | Coalición APRA-UNO |
| Concejal Provincial de Abancay  | Miguel Triveño Chacón          |                  | Coalición APRA-UNO |
| Concejal Provincial de Abancay  | Mauro Soto Palacios            |                  | Coalición APRA-UNO |
| Concejal Provincial de Abancay  | Jesús Cuaresma Robles          |                  | Coalición APRA-UNO |
| Concejal Provincial de Abancay  | Andrés Alvarado Murillo        |                  | Coalición APRA-UNO |
| Concejala Provincial de Abancay | Lirio Gaspar Ortiz de Zevallos |                  | Coalición APRA-UNO |
| Concejal Provincial de Abancay  | Luis Salcedo Casas             |                  | Coalición APRA-UNO |
| Concejal Provincial de Abancay  | Jesús Flores Vega              |                  | Alianza AP-DC      |
| Concejal Provincial de Abancay  | Víctor Barra Pinares           |                  | Alianza AP-DC      |
| Concejal Provincial de Abancay  | Edil Rodríguez de Aguilar      |                  | Alianza AP-DC      |
| Concejal Provincial de Abancay  | Nicolás Contreras Ramírez      |                  | Alianza AP-DC      |
| Concejal Provincial de Abancay  | Alberto Tizoc Jiménez          |                  | Alianza AP-DC      |
| Concejal Provincial de Abancay  | Víctor Meléndez Aramburú       |                  | Alianza AP-DC      |

## Elecciones municipales distritales

### Sumario general
| Partidos y coaliciones | Partidos y coaliciones                                                 | Voto popular | Voto popular | Voto popular | Alcaldías | Alcaldías |
| Partidos y coaliciones | Partidos y coaliciones                                                 | Votos        | %            | +/−          | Total     | +/−       |
| ---------------------- | ---------------------------------------------------------------------- | ------------ | ------------ | ------------ | --------- | --------- |
|                        | Coalición Partido Aprista Peruano - Unión Nacional Odriísta (APRA–UNO) | 724          | 51.20        | n/a          | 3         | n/a       |
|                        | Alianza Acción Popular - Democracia Cristiana (AP–DC)                  | 690          | 48.80        | n/a          | 4         | n/a       |
|                        | Elecciones anuladas                                                    | n/a          | n/a          | n/a          | 1         | n/a       |
|                        |                                                                        |              |              |              |           |           |
| Total                  | Total                                                                  | 1,414        |              |              | 8         | n/a       |
|                        |                                                                        |              |              |              |           |           |
| Votos válidos          | Votos válidos                                                          | 1,414        | 94.14        | n/a          |           |           |
| Votos en blanco        | Votos en blanco                                                        | 29           | 1.93         | n/a          |           |           |
| Votos nulos            | Votos nulos                                                            | 59           | 3.93         | n/a          |           |           |
| Votos emitidos         | Votos emitidos                                                         | 1,502        | n/d          | n/a          |           |           |
| Abstenciones           | Abstenciones                                                           | n/d          | n/d          | n/a          |           |           |
| Votantes registrados   | Votantes registrados                                                   | n/d          |              |              |           |           |
|                        |                                                                        |              |              |              |           |           |
| Fuente:                |                                                                        |              |              |              |           |           |

### Resultados por distrito
La siguiente tabla enumera el control de los distritos de la provincia de Abancay.
| Distrito             | Alcalde(sa) electo(a)     | Partido político    | Partido político    |
| -------------------- | ------------------------- | ------------------- | ------------------- |
| Chacoche             | Amador Tamayo Cortez      |                     | Coalición APRA-UNO  |
| Circa                | Aquiles Serrano Chipana   |                     | Alianza AP-DC       |
| Curahuasi            | Giraldo Gil Vergara       |                     | Alianza AP-DC       |
| Huanipaca            | Elecciones anuladas       | Elecciones anuladas | Elecciones anuladas |
| Lambrama             | Ántero Jiménez Garay      |                     | Alianza AP-DC       |
| Pichirhua            | Florentino Rojas Gonzales |                     | Coalición APRA-UNO  |
| San Pedro de Cachora | Carlos Serrano Valer      |                     | Alianza AP-DC       |
| Tamburco             | Máximo Paliza Castillo    |                     | Coalición APRA-UNO  |